# Rhythm on the Range
Rhythm on the Range is een Amerikaanse muziekfilm uit 1936 onder regie van Norman Taurog.

## Verhaal
Doris Halliday is de dochter van een welvarende bankier wiens leven tot dan toe nog enkel uit luxe heeft bestaan. Ze moet binnenkort trouwen met een man van wie ze niet houdt, omdat de man een rijke erfgenaam is. Haar tante Penelope Ryland overtuigt haar ervan dat ze enkel moet trouwen met iemand van wie ze houdt. Doris vreest voor haar bruiloft en besluit weg te lopen van huis. Ze houdt zich schuil in een treinwagon, die van veehouder Jeff Larabee blijkt te zijn.
Jeff is negatief verrast door Doris' aanwezigheid. Ook Doris is niet echt gecharmeerd van hem. De twee kunnen niets anders doen dan kibbelen en besluiten op een station afscheid van elkaar te nemen. Ze wordt hier echter aangevallen door zijn stier, waardoor Jeff is gedwongen haar te helpen. Dit kost echter veel tijd, waardoor de trein alweer is vertrokken. Ze besluiten in eerste instantie afscheid te nemen, maar beseffen dat ze ver van de bewoonde wereld zijn. Doris steelt een auto en geeft Jeff een lift. Ze rijden gezamenlijk naar zijn huis.
Ondertussen zijn Penelope en een werknemer genaamd Buck een zoektocht begonnen. Haar vader licht ook de media in om haar op te sporen. Als degene die haar vindt een beloning van 5.000 dollar wordt beloofd, denken een groep boeven hun kans te kunnen grijpen. Ze hebben namelijk Doris op de trein gezien en zijn vastberaden haar te ontvoeren.
Penelope en Buck nemen ook een trein in de hoop haar te vinden. Hier ontmoet Buck een boerse jongedame genaamd Emma Mazda. Zij probeert hem te verleiden, maar hij is niet onder de indruk van haar. Als ook zij met elkaar worden opgescheept op een verlaten plek, worden ze verliefd op elkaar. Ze komen aan op dezelfde boerderij als Jeff en Doris, waar Buck zijn liefde verklaart aan Emma. Ze besluiten zich te verloven. Jeff voelt zich geïnspireerd en ziet in dat hij verliefd is op Doris.
Net als ook Jeff en Doris elkaar de liefde willen verklaren, blijkt dat Doris' vader en Penelope haar hebben gevonden. Penelope beschuldigt Jeff ervan dat hij enkel op haar geld uit is, terwijl hij geen enkel benul had dat zij rijk was. Jeff wordt overweldigd met emoties en besluit te vertrekken. Doris, die inmiddels verliefd op hem is geworden, is bang hem te verliezen en gaat hem achterna. Ze verklaren elkaar hun liefde en kussen elkaar.

## Rolverdeling
| Acteur           | Personage       |
| ---------------- | --------------- |
| Bing Crosby      | Jeff Larabee    |
| Frances Farmer   | Doris Halloway  |
| Bob Burns        | Buck Eaton      |
| Martha Raye      | Emma Mazda      |
| Samuel S. Hinds  | Robert Halloway |
| Warren Hymer     | Big Brain       |
| Lucile Gleason   | Penelope Ryland |
| George E. Stone  | Shorty          |
| James Burke      | Wabash          |
| Martha Sleeper   | Constance Hyde  |
| Clem Bevans      | Gila Bend       |
| Leonid Kinskey   | Mischa          |
| Charles Williams | Gopher Mazda    |
| Beau Baldwin     | 'Cuddles 50th   |